# Auelsburg
Die Auelsburg ist eine abgegangene Wasserburg in der Kreisstadt Euskirchen in Nordrhein-Westfalen.
Die Auelsburg lag südlich der heutigen Berufsschule. In den 1990er Jahren entstand zwischen Basingstoker Ring und Georgstraße entlang des Veybachs die Anlage Auelsburg mit einer großen Spielanlage sowie einem Skatepark. 
Ein einfaches Grabenviereck, welches Wasser vom nahegelegenen Veybach bekam, umschloss die herrschaftliche Hofanlage. Es handelt sich wahrscheinlich um eine einteilige Vierflügelanlage. Sie bestand schon im 18. Jahrhundert nicht mehr. Es handelte sich um ein altes Allodialgut. Eine wirkliche Befestigung gab es wohl nicht. Als Burg wurde sie bezeichnet, weil sie wasserumwehrt war und sich in adeligem Besitz befand.